# Alicia Yánez Cossío
Alicia Yáñez Cossío (Quito, ngày 10 tháng 9 năm 1928 ) là một nhà thơ, tiểu thuyết gia và nhà báo nổi tiếng người Ecuador.
Yáñez Cossio là một trong những nhân vật hàng đầu trong văn học Ecuador và ở Mỹ Latinh, và bà là người đầu tiên ở Ecuador giành giải Premio Sor Juana Inés de la Cruz, mà bà nhận được vào năm 1996.
Năm 2008, bà nhận được giải thưởng văn học cao nhất của Ecuador, "Premio Eugenio Espejo" trong suốt cuộc đời làm việc của mình.

## Tiểu sử
Con gái của Ing.el Alfonso Yánez Proaño và Clemencia Cossío Larrea. Khi bà sáu tuổi, bà vào trường Sagrados Corazones ở Quito, nơi bà ở một thời gian do những thất bại trong học tập xuất phát từ việc không thích số học. Tuy nhiên, từ khi còn nhỏ, Cossío bà luôn mong muốn trở thành một nhà văn vì tài năng tuyệt vời của mình bằng lời nói.3
Yáñez Cossío sau này sẽ nói: Tôi có một tuổi thơ cực kỳ hạnh phúc, có thể hơi trẻ con, bị ảnh hưởng bởi những cuốn sách đầu tiên tôi đọc: các tác phẩm của Julio Verne và Tarzan. Tôi không bao giờ thích búp bê.4
Các nhân vật của bà thường đại diện cho cộng đồng chiến đấu để giải cứu các quyền cơ bản của người phụ nữ. Chủ nghĩa sô vanh nam là một chủ đề định kỳ trong văn bản của cô. Trớ trêu, châm biếm và cường điệu làm cho sự vượt trội nam tính rõ ràng, nơi bà phê phán các khái niệm xã hội, chẳng hạn như trinh tiết, đồng tính luyến ái, v.v.
Bà có những cuốn tiểu thuyết chưa từng có với những đặc điểm tương tự. Một trong số đó là "El Cristo Feo" ("Chúa Kitô xấu xí").
Năm 1993 bà trở thành góa phụ. Bà là một người phụ nữ có danh tiếng đã mở rộng ra khỏi biên giới của quê hương.
Năm 1996, bà nhận được Premio Sor Juana Inés de la Cruz cho cuốn tiểu thuyết Mỹ Latinh hay nhất được viết bởi một người phụ nữ.5
Năm 1998, bà chỉnh sửa "Retratos cubanos" ("Chân dung Cuba") với 18 câu chuyện được viết từ năm 1957 đến 1961 từ Cuba. Họ chủ yếu thảo luận về cuộc chiến của con người để đạt được tự do. Khi các tác giả ban đầu rời đảo, những câu chuyện đã bị tịch thu, sau đó được viết lại vào năm 1996, trộn lẫn lịch sử với chủ nghĩa hiện thực thô thiển.
Bà là mẹ của nhà văn Luis Miguel Campos Yáñez.

## Công trình
- Luciolas (thơ), (1949)
- Hacia el Quito de ayer (nhà hát), (1951)
- De la sangre y el tiempo (thơ), (1964)
- Bruna, Soroche y los tíos (tiểu thuyết), (1971) (bản dịch tiếng Anh "Bruna and Her Sisters in the Sleeping City" của Kenneth JA Wishina, 1999)
- Plebeya mínima (thơ), (1974)
- El ambo y otras fricciones (truyện ngắn), (1974)
- Yo vendo unos ojos negros (tiểu thuyết), (1979)
- Más allá de las islas (tiểu thuyết), (1980) (bản dịch tiếng Anh "Beyond the Islands" của Amalia Gladhart, 2011)
- La Cofradía del Mullo de la virgen Pipona (tiểu thuyết), (1985) (bản dịch tiếng Anh "The Potbellied Virgin" của Amalia Gladhart, 2006)
- La casa del sano placer (tiểu thuyết), (1989)
- El Cristo feo (tiểu thuyết), (1995)
- Aprendiendo a morir (tiểu thuyết), (1997)
- El viaje de la abuela (văn học thiếu nhi), (1997)
- Pocapena (văn học thiếu nhi), (1997)
- Relatos cubanos (truyện), (1998)
- Sé que refreshen a matarme (tiểu thuyết), (2001)
- Concierto de sombras (tiểu thuyết), (2001)
- Los triquitraques (văn học thiếu nhi), (2002)
- Không có má! (văn học thiếu nhi), (2004)
- La canoa de la abuela (văn học thiếu nhi), (2006)
- Esclavos de Chatham (tiểu thuyết), (2006)
- Memorias de la Pivihuarmi Cuxirimay Ocllo (tiểu thuyết), (2008)
- Y amarle pude... (tiểu thuyết), (2012)

## Giải thưởng
- Cuộc thi Tiểu thuyết Quốc gia - Kỷ niệm 50 năm của tạp chí " El Universo " của Guayaquil (1971)
- Giải thưởng Sor Juana Inés de la Cruz (1996)
- Giải thưởng văn học Eugenio Espejo (2008)

## Cuộc thi văn học thiếu nhi Alicia Yáñez Cossío
Năm 2002, bà được Chính phủ của tỉnh Pichincha vinh danh và sự bảo trợ của tỉnh bởi tổ chức một cuộc thi văn học thiếu nhi mang tên cô. Cuộc thi này nhằm mục đích kích thích tất cả các huyện của tỉnh Pichincha góp phần tạo ra các không gian để thể hiện, nghiên cứu và củng cố bản sắc văn hóa.